# 莒姓
莒姓是中文姓氏之一，现行较罕见姓氏。

## 起源
莒，嬴姓，伯益之后，秦国之先，其后分封，以国为姓，有莒氏。一说出自己姓。周武王封兹舆期于莒（故城在今山东省莒县），其后以国为氏自莒纪公以下为纪姓，《国语·郑语》：“曹姓，邹、莒。”以为陆终第五子曹安之后，子孙以国为氏。

## 分布
莒姓，今北京市、上海市、山西省汾阳市、长治市、天津市静海区等地有分布。

## 名人
- 莒伯，春秋时楚国大夫
- 莒诵，汉朝缑氏令

## 延伸阅读
[在维基数据编辑]
 《欽定古今圖書集成·明倫彙編·氏族典·莒姓部》，出自陈梦雷《古今圖書集成》